# パッチクランプ法

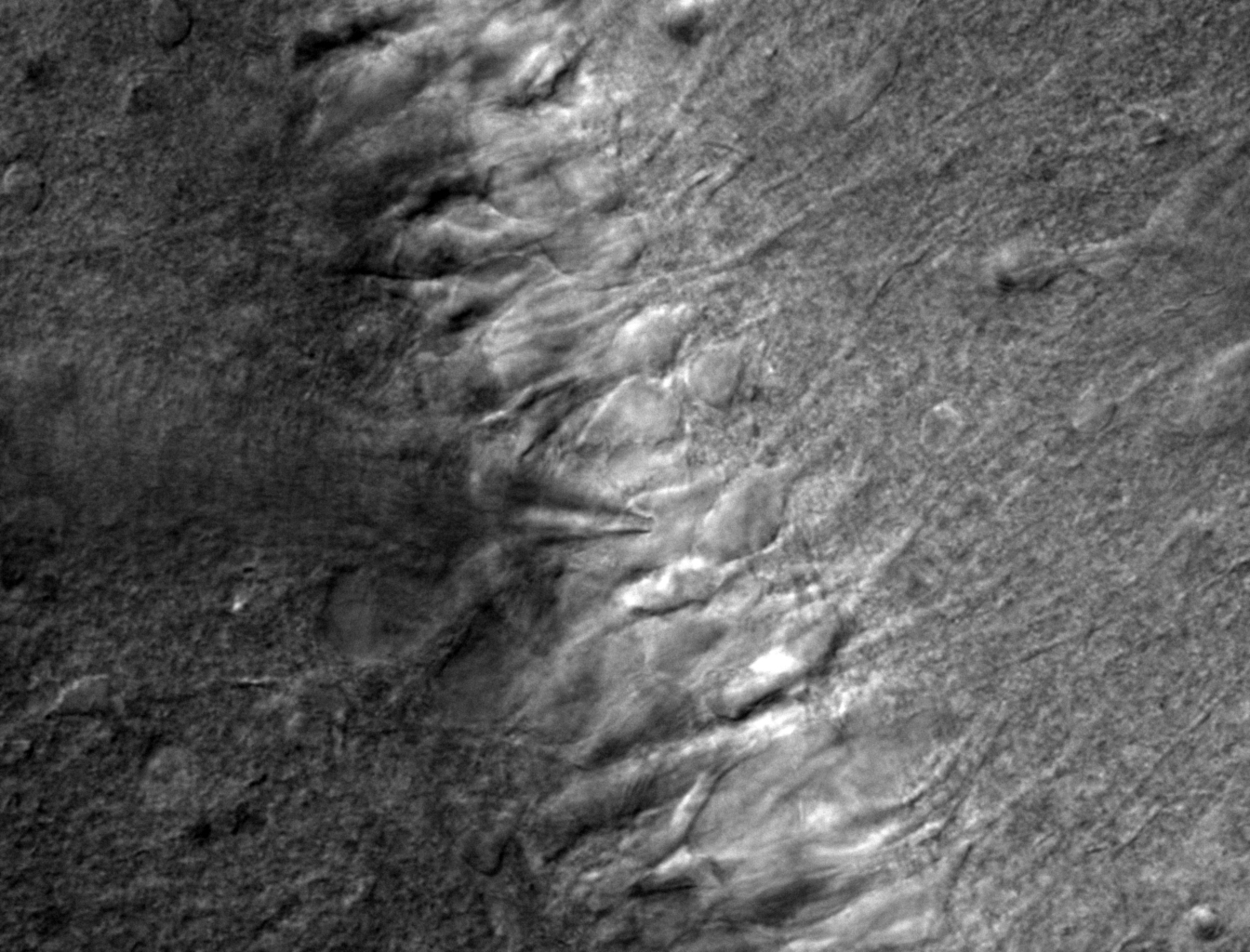
パッチクランプ法の実際:左方からのパッチ電極が、中央部の神経細胞の細胞体を捉えている。

パッチクランプ法 (Patch clamp technique) は、エルヴィン・ネーアーとベルト・ザクマンにより開発された電気生理学的手法の一種。

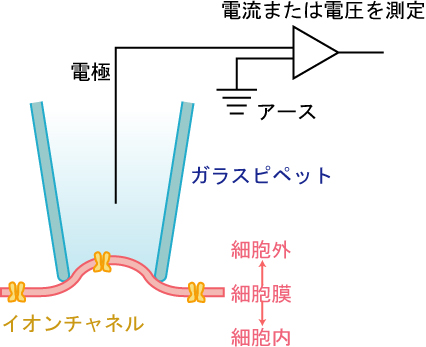
パッチクランプ法の概略図

当初は単一チャネル記録に利用されていたが、近年では全細胞記録（Whole cell記録）による細胞全体の記録に多く利用されている。NeherとSakmannは1991年に同方法を用いた単一チャネル記録による功績に対しノーベル生理学・医学賞を受賞している。
パッチ電極と生体膜の間で、ピペット内外の抵抗が1ギガオーム以上となる極めて強固なシールを達成して、漏洩電流を最小限に抑えることによって可能となる記録方法である。電位固定による電流記録(ボルテージクランプ)、電流固定による電位記録(カレントクランプ)共に可能である。
人工脂質二重膜や生体試料に対し多く適用されているが、近年ではシナプス前終末や樹状突起、軸索といった神経細胞の極微小領域からの直接記録にも応用されている。これまでは培養細胞や組織スライスに対し多く適用されてきたが、近年では低抵抗の電極を用いた個体動物脳や脊髄からの記録も行われるようになってきている。更には個体動物脳において遺伝子改変細胞から選択的に記録することも可能となってきている。このように、パッチクランプ法の原理を応用した多数の方法が編み出されており、いまではパッチクランプ法は電気生理学、神経科学領域において標準的な研究手法となっている。

## 文献
1. ↑  
Margrie TW, Brecht M, Sakmann B. (Jul 2002). “In vivo, low-resistance, whole-cell recordings from neurons in the anaesthetized and awake mammalian brain.”. Pflugers Arch. 444 (4):  491-8. PMID 12136268.
2. ↑   岡田 泰伸 編集『最新パッチクランプ実験技術法』吉岡書店、2011年。ISBN 978-4842703589。